# Левин-Липман, Лев Исаевич
Лев Исаевич Левин-Липман (1877, Могилёв — 25 апреля 1946, Москва) — еврейский писатель, журналист.

## Биография
Правнук могилёвского раввина Хаима Смолянера. Старший брат известного еврейского публициста Хаима Левина. Работал учителем. Писать начал на иврите, но под влиянием Д. Пинского перешёл на идиш. В 1900 году приехал в Варшаву, где дебютировал в «Дер Юд» рассказом «Дос йосемл» («Сиротка»). Сотрудничал с различными еврейскими периодическими изданиями («Хацефира», «Дер Юд», «Ди вельт», «Ди юдише фолькс цайтунг», «Ха-шилоах», «Луах ахиасеф» и «Ха-зман»). В 1904 году переехал в Петербург, сотрудничал в газете «Дер фрайнд», С 1908 года жил в Вильне, редактировал еврейские периодические издания — «Идише цайтунг», «Дер холцшендлер» (с 1909), «Вилнер вохнблат» (1909-1914). В 1909 году вышли два тома избранных произведений Левина-Липмана.
В начале 1916 года был мобилизован в армию. После Февральской революции 1917 года он поселился в Москве, где был секретарем еврейской религиозной общины. С 1932 года печатался в советских журналах и газетах.
Переводил на идиш произведения Максима Горького и других писателей.
Умер в Москве, в 1946 году. Похоронен на Новом Донском кладбище (урна с прахом в секции 1, непосредственно у входа).

## Произведения
- «Свет и тени» (1903)
- «Дер фрилинг фун дер велт» («Весна мира»)
- «Дойрес дервахте» («Пробуждение поколений») (1934)
- «Дем штурем анткегн» («Навстречу буре») (1939)
- «Тег фаргангене» («Дни прошедшие») (1941)